# Eupithecia palustraria
Eupithecia palustraria là một loài bướm đêm trong họ Geometridae.